# Grauer Wollaffe
Der Graue Wollaffe (Lagothrix lagotricha cana) ist eine in Südamerika lebende Unterart des Wollaffen (Lagothrix lagotricha). Er hatte zeitweise den Rang einer eigenständigen Art, wird heute aber wieder als Unterart des (gewöhnlichen) Wollaffen angesehen, nachdem sich durch einen Vergleich der mitochondrialen DNA gezeigt hatte, dass die verschiedenen Unterarten des Wollaffen immer wieder miteinander hybridisierten.

## Merkmale
Graue Wollaffen sind wie alle Wollaffen eher stämmig gebaute Primaten mit kräftigen Gliedmaßen und einem langen Schwanz. Die Kopfrumpflänge beträgt rund 50 Zentimeter, der Schwanz wird etwas länger als der Körper und ist als Greifschwanz ausgebildet. Das Gewicht variiert zwischen 7 und 9 Kilogramm, wobei Männchen etwas schwerer werden als Weibchen. Das dichte, wollige Fell ist überwiegend grau gefärbt, der Kopf, die Hände und die Füße sind schwarz. Der Kopf ist rundlich, die Ohren sind klein.

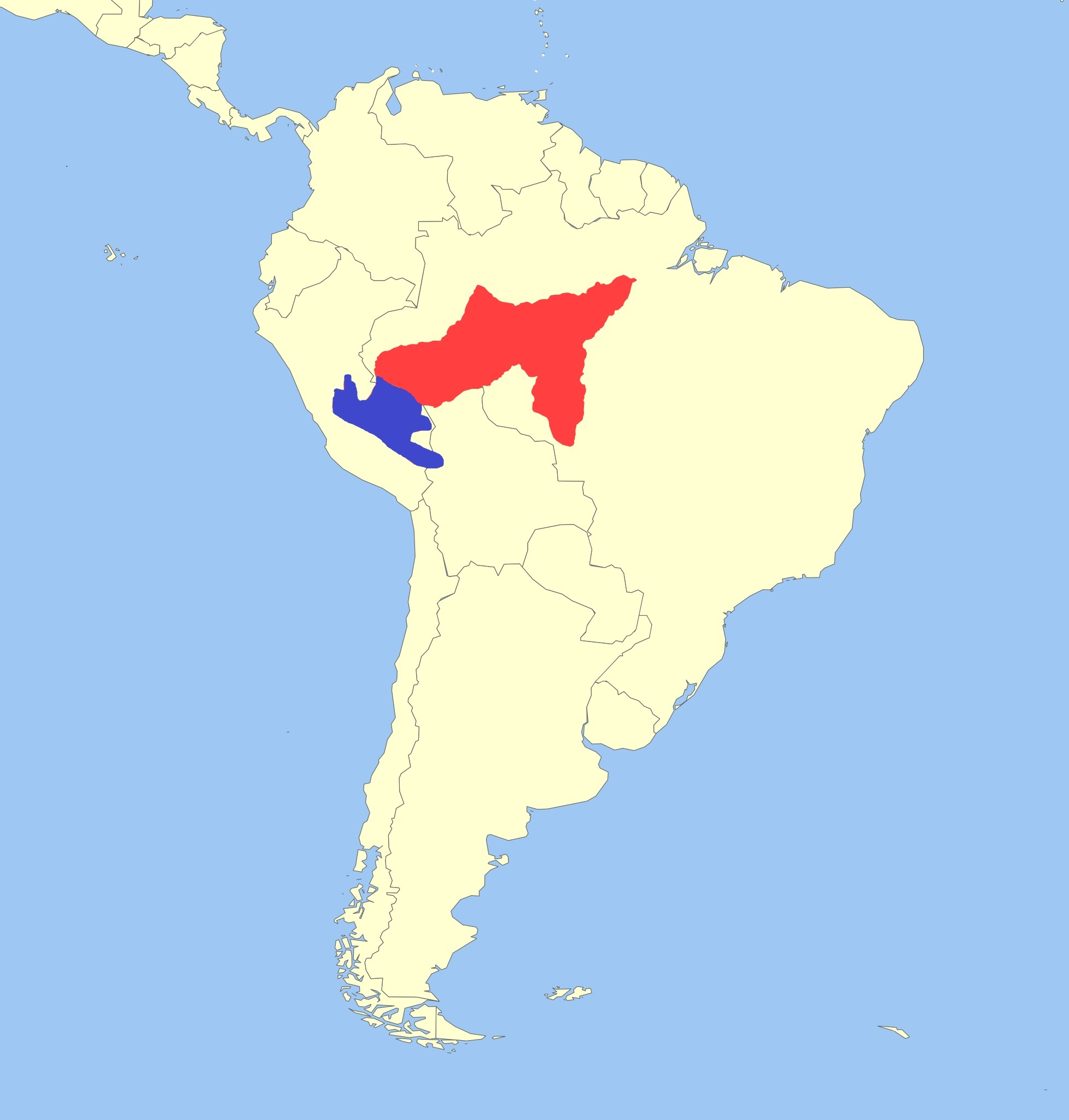
Grauer Wollaffe
Peruanischer Wollaffe

## Verbreitung und Lebensraum
Das Verbreitungsgebiet der Grauen Wollaffen umfasst das westlich Brasilien südlich des Amazonas. Ihr Lebensraum sind Wälder, sie kommen sowohl in Tiefland-Regenwäldern als auch in Gebirgswäldern bis 2500 Meter Seehöhe vor.

## Lebensweise
Diese Primaten sind tagaktiv und halten sich meist in den Bäumen, zumeist in der oberen Kronenschicht, auf. Sie sind geschickte, aber eher langsame Kletterer, die sich sowohl auf allen vieren als auch schwinghangelnd fortbewegen können. Dabei setzen sie den Greifschwanz als fünfte Gliedmaße ein. Sie leben in großen Gruppen, die riesige Streifgebiete (bis zu 1000 Hektar) in Anspruch nehmen. Die Reviere verschiedener Gruppen überlappen sich, generell reagieren sie wenig aggressiv auf gruppenfremde Tiere.
Ihre Nahrung besteht vorwiegend aus Früchten, daneben nehmen sie Blätter und andere Pflanzenteile, gelegentlich auch Kleintiere, zu sich.
Nach einer rund 225-tägigen Tragzeit bringt das Weibchen meist ein einzelnes Jungtier zur Welt. Dieses wird ein Jahr lang gesäugt.

## Gefährdung
Hauptbedrohung der Grauen Wollaffen ist die Bejagung, einerseits wegen ihres Fleisches, andererseits weil Junge zu Heimtieren gemacht werden, was meist mit dem Tod der Mutter einhergeht. Daneben stellt auch die Zerstörung ihres Lebensraums durch Waldrodungen und Bergbau eine Gefährdung dar. Die IUCN listet die Art als „stark gefährdet“ (endangered).

## Belege
1. 1 2 3  
Cornejo, F.M., Stevenson, P.R., Wallace, R.B., Ravetta, A.L., Valença-Montenegro, M.M., Rylands, A.B. & Messias, M.R. 2021. Lagothrix lagothricha ssp. cana (amended version of 2020 assessment). The IUCN Red List of Threatened Species 2021: e.T39962A192308612. doi: 10.2305/IUCN.UK.2021-1.RLTS.T39962A192308612.en. Abgerufen am 26. Juli 2022.
2. ↑  
Manuel Ruiz-García, Myreya Pinedo-Castro, Joseph Mark Shostell: How many genera and species of woolly monkeys (Atelidae, Platyrrhine, Primates) are there? The first molecular analysis of Lagothrix flavicauda, an endemic Peruvian primate species. Molecular Phylogenetics and Evolution, Okt. 2014; 79:179-98. doi: 10.1016/j.ympev.2014.05.034